# Сербия и Черногория на Паралимпийских играх
Сербия и Черногория на Паралимпийских играх приняла участие единственный раз на летних Играх 2004 в Афинах.
Спортсмены Сербии и Черногории завоевали в сумме 2 медали, из них ни одной золотой.
До 2000 года включительно (кроме летних Игр 1992) спортсмены Сербии и Черногории участвовали на Паралимпиадах в составе сборной Югославии, на летних Играх 1992 — в составе сборной Независимых паралимпийских участников. Начиная с 2008 спортсмены выступают в сборных своих независимых государств, сборной Сербии и сборной Черногории.

## Медальный зачёт

### Медали летних Паралимпийских игр
| Игры       | Золото | Серебро | Бронза | Всего | Место |
| ---------- | ------ | ------- | ------ | ----- | ----- |
| 2004 Афины | 0      | 0       | 2      | 2     | 71    |
| Итого      | 0      | 0       | 2      | 2     |       |